# Новосёловка (Перевальский район)
Новосёловка (укр. Новоселівка) — село, относится к Перевальскому району Луганской области Украины. Под контролем самопровозглашённой Луганской Народной Республики.
Современное название села сберегает старую модель, а ее форма образована в традиции образования названий в 20 г. XIX ст.
Село основано в 20 г. ХХ ст. переселенцами из разных сел Славяносербского уезда Екатеринославской губернии.
Во 2 пол. XIX в. в Новоселовке проживало 8 мужчин, 10 женщин.

## География
Село расположено на левом берегу реки под названием Белая (бассейн Северского Донца). Не путать с одноимённым селом Новосёловкой на реке Лугани в Славяносербском районе Луганской области.
Соседние населённые пункты: сёла Малоивановка на западе, Красная Заря и посёлок Городище на юго-западе (все три выше по течению Белой); село Адрианополь на юго-востоке, посёлки Ящиково и Селезнёвка (ниже по течению Белой) на востоке, города Артёмовск и Брянка на севере, Зоринск на северо-западе.

## Население
Население по переписи 2001 года составляло 119 человек.

## Общая информация
Почтовый индекс — 94332. Телефонный код — 6441. Занимает площадь 0,005 км². Код КОАТУУ — 4423682203.

## Местный совет
94332, Луганская обл., Перевальский р-н, с. Малоивановка, ул. Куйбышева, 15